# Syrphetodes truncatus
Syrphetodes truncatus is een keversoort uit de familie Ulodidae. De wetenschappelijke naam van de soort is voor het eerst geldig gepubliceerd in 1912 door Broun.